# Измаильский район
Измаильский район (укр. Ізмаїльський район) — административная единица на юге Одесской области Украины. Административный центр — город Измаил. С 1941 по 1959 год район назвался Суворовским и входил в состав Измаильской области до её ликвидации. Районным центром в этот период было село Суворово.
В рамках административно-территориальной реформы в июле 2020 года район был укрупнён, в его состав вошли территории Измаильской, Вилковской, Килийской, Ренийской городских территориальных громад, Суворовской поселковой и Сафьянской сельской территориальных громад.

## Физико-географическая характеристика

### Расположение
Площадь района 3434,4 км². Всего земель в государственной собственности — 47 256,8 га, земель в коммунальной собственности — 78,2 га, земель в частной собственности — 72 064 га.
Район граничит на севере с Болградским районом Одесской области и Молдовой, на юге — с Румынией, на востоке - с Белгород-Днестровским районом.
Расстояние от Измаила до областного центра — 250 км по автодороге международного значения Е87.

### Водные ресурсы
Район расположен на левом берегу Килийского гирла реки Дунай. Мелкие реки — Еника, Ташбунар, Катлабух, Репида. Общий водосбор в границах района — 2535 га. Крупнейшие озера — Ялпуг, Кугурлуй, Котлабух, Сафьяны. Согласно Водному Кодексу Украины, все водные объекты Измаильского района имеют общегосударственное значение и используются для орошения, рыборазведения, рекреации, нужд сельскохозяйственного орошения.

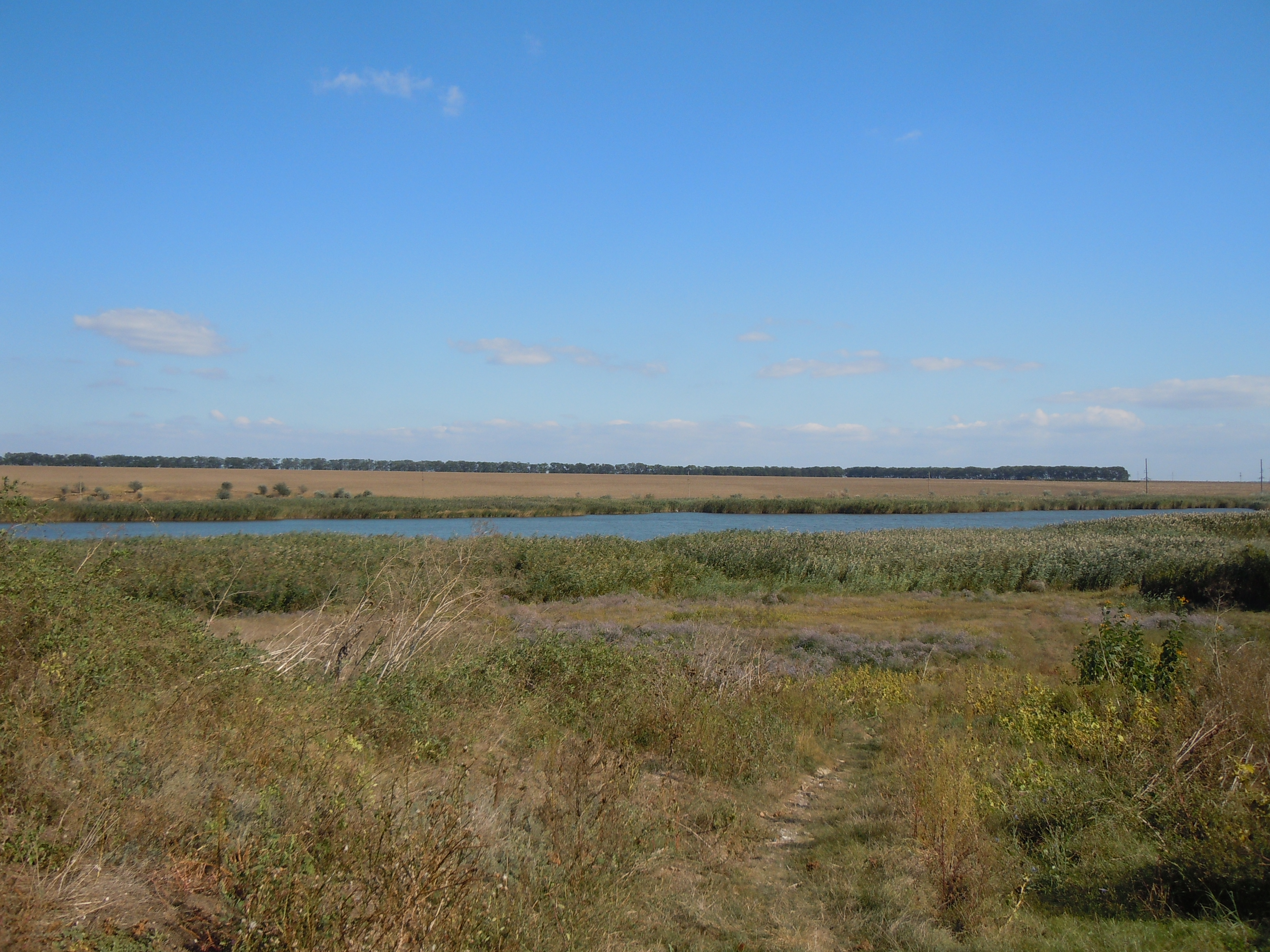
озеро Сафьяны
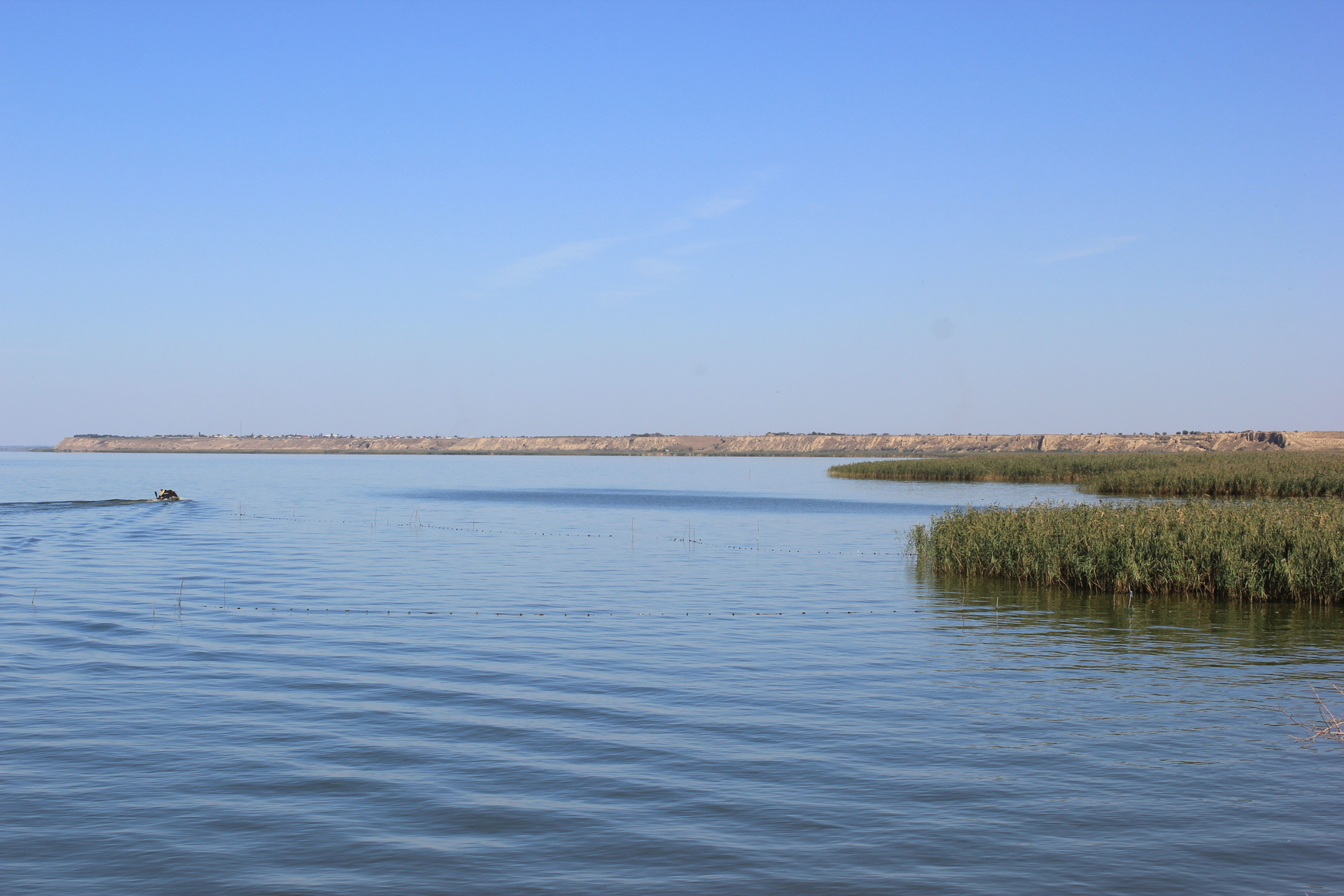
озеро Ялпуг
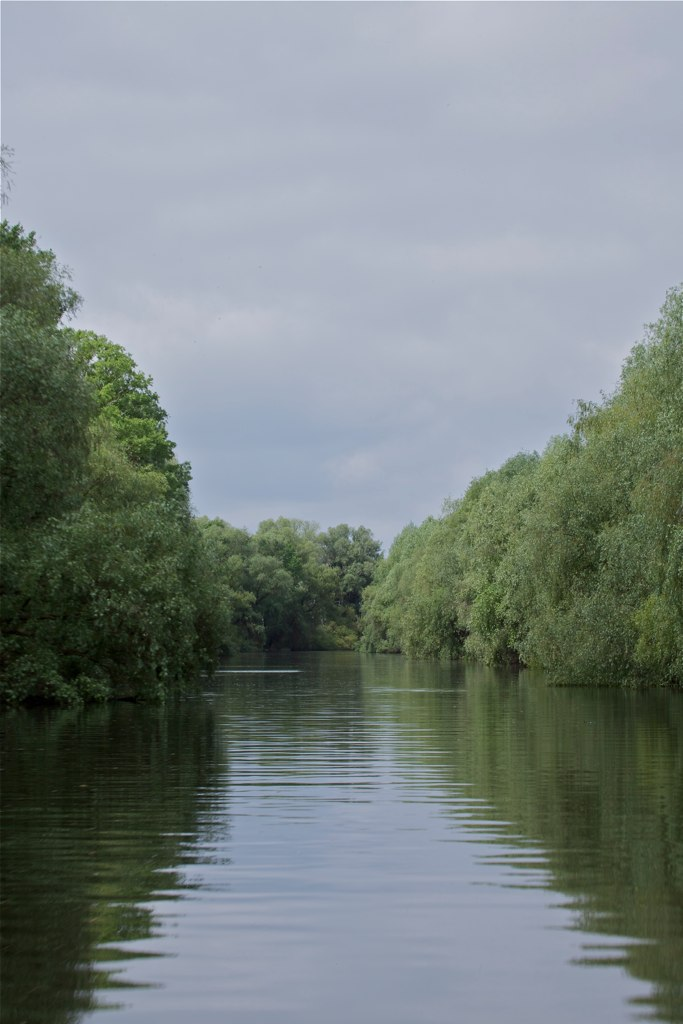
река Дунай
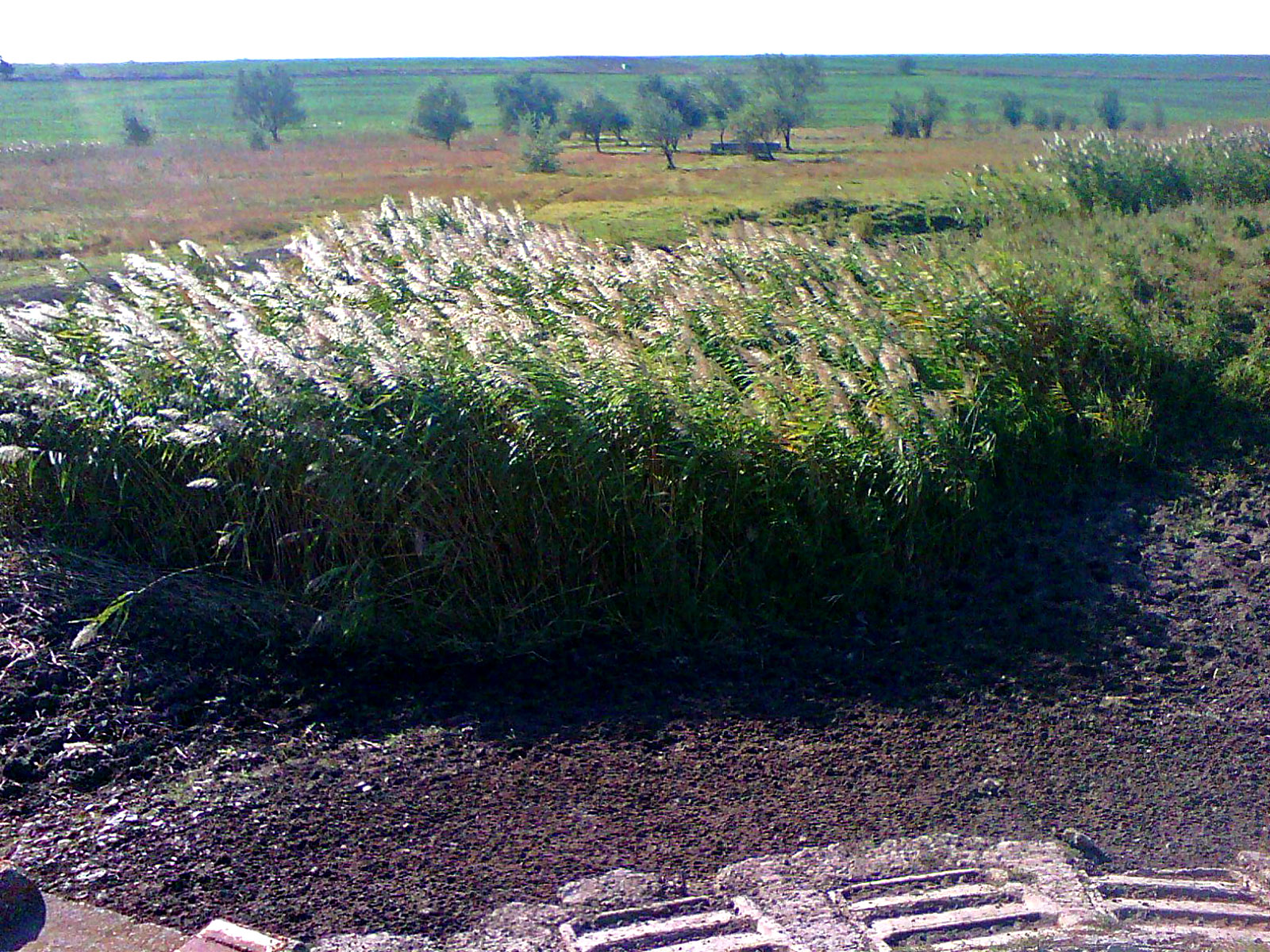
река Ташбунар

### Рельеф

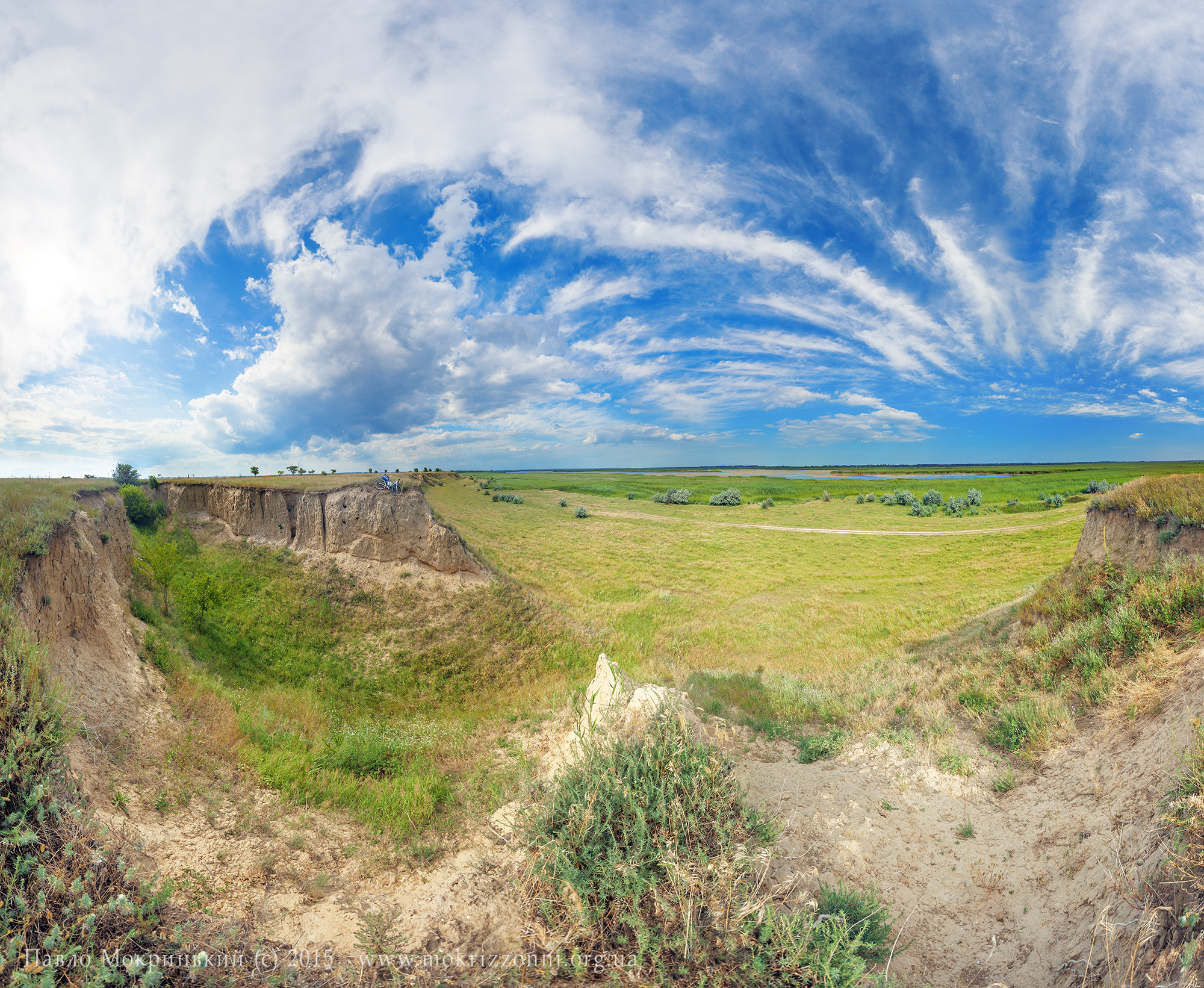
Лунг

Район находится на юго-западной окраине Восточно-Европейской равнины в границах Причерноморской низменности. Поверхность преимущественно равнинная, возвышается над уровнем моря на 5-50 м с наклоном с северо-запада на юго-восток. Грунтовый слой района представлен в основном южными чернозёмами.
В Измаильском районе сохранился участок современных галерейных лесов, которые расположены на юге района, вдоль реки Дунай на отрезке между каналом Скунда и селом Матросская. На указанном отрезке лесного массива практически полностью сохранился естественный гидрологический режим. В акватории озера Лунг (возле сёл Багатое и Старая Некрасовка) расположен заказник местного значения Лунг. Также на территории района расположен регионально-ландшафтный парк «Измаильские острова».

### Климат
Район находится в умеренно-континентальном климате, с жарким, продолжительным и засушливым летом, тёплыми и влажными осенью и весной и мягкой сухой зимой, зачастую без снежного покрова. Среднегодовая норма осадков — 451 мм. Среднегодовая температура — 11°С. Классификация климата Кеппена — Dfa.
| Показатель                                 | Янв. | Фев. | Март | Апр. | Май  | Июнь | Июль | Авг. | Сен. | Окт. | Нояб. | Дек. | Год  |
| ------------------------------------------ | ---- | ---- | ---- | ---- | ---- | ---- | ---- | ---- | ---- | ---- | ----- | ---- | ---- |
| Средний суточный максимум, °C              | 2,4  | 3,6  | 8,3  | 15,7 | 21,9 | 25,9 | 28,2 | 28,2 | 23,7 | 17,0 | 10,0  | 5,1  | 22,1 |
| Средняя температура, °C                    | −1,2 | 0,1  | 4,2  | 10,7 | 16,5 | 20,2 | 21,1 | 21,8 | 17,6 | 11,7 | 6,2   | 1,7  | 11   |
| Средний суточный минимум, °C               | −4,7 | −3,4 | 0,1  | 5,7  | 11,1 | 14,6 | 16,1 | 15,4 | 11,5 | 6,5  | 2,4   | −1,6 | −1,2 |
| Норма осадков, мм                          | 28   | 37   | 32   | 35   | 44   | 57   | 45   | 36   | 41   | 25   | 34    | 37   | 451  |
| Источник: КЛИМАТ: ИЗМАИЛ, climate-data.org |      |      |      |      |      |      |      |      |      |      |       |      |      |

## История

### Древние времена
Проведённые в 1979 году исследования памятника археологии, обнаруженного в районе поселка Матроска, позволяют предполагать, что поселение принадлежало земледельцам так называемой гумельницкой культуры. Племена гумельницкой культуры обитали в VI тысячелетии до н. э. на берегах Дуная, озёр Катлабух и Ялпуг.

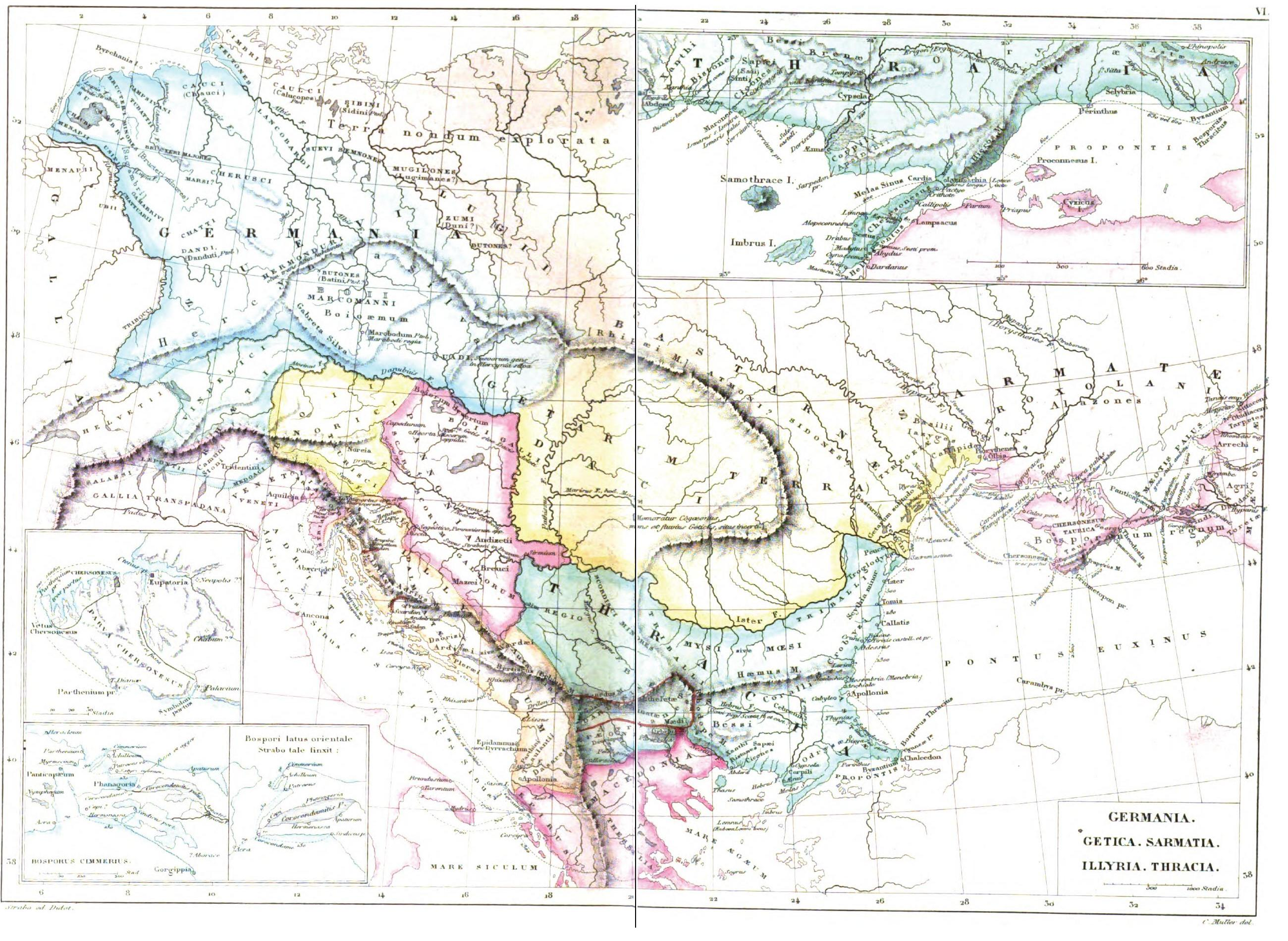
Карта Центральной и Восточной Европы до расширения Римской республики (ок. 218 до н. э.), согласно Страбону

С VII века до нашей эры в Северном Причерноморье проживали племена скифов. Они вели кочевой образ жизни и занимались скотоводством. Во времена Римской империи территории современной Измаильщины входили в состав Дакии, населенной племенами даками и гетов. Племена занимались земледелием и скотоводством, выращивали зерновые, бобовые, виноград. Гетские племена в I—II веке до нашей эры образовали ряд значительных племенных союзов в т. ч. и для противостояния экспансии Римской империи, граница которой в I веке до н. э. проходила по Нижнему Дунаю. В I веке до н. э. — I веке н. э. территория подвергалась нападениям Римской империи. Как свидетельство этих конфликтов на территории региона сохранились остатки Траянова Вала — пограничных укреплений римского императора Траяна. В 271 году римляне покинули регион. К концу IV века регион стал объектом нашествия гуннов. В результате нашествия регион опустел, многие поселения были разрушены, часть жителей ушло за Дунай, под защиту Римской империи.

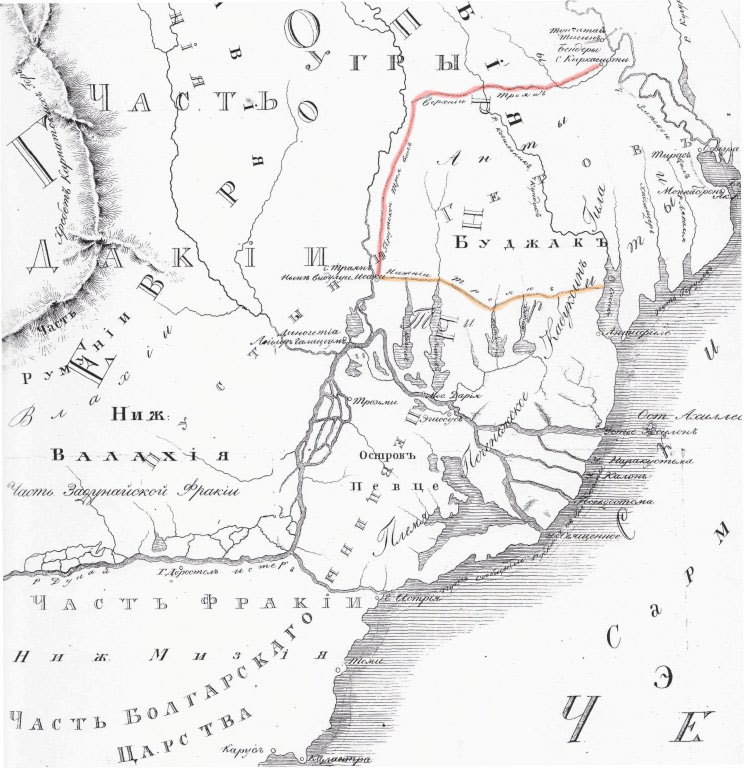
Траяновы валы на карте истории Бессарабии Александра Вельтмана, 1827 год (обозначены цветом)

В конце V — начале VI веков регион стал заселяться славянскими племенами. Заселение несло мирный характер. Славянские племена вели оседлый образ жизни, занимались пахотным земледелием и приселищном скотоводстве. Славяне стали третьим компонентом формирования восточно-романской этнокультурной общности — волохи. В X веке среди волохов распространилось христианство, давшее региону славянскую письменность.
В X—XI веке регион подвергся нападению кочевых племен печенегов, продвинувшихся на запад. В 1048 году печенегов вытеснили за Дунай более сильные кочевые племена торков. Около 1091 года земли Валахии взяли под свой контроль половцы юга Руси, которые контролировали регион вплоть до нашествия монголов.
В 1241 году, во время монгольского вторжения в Европу, половецкое господство закончилось. В 1242 году во время возвращения в Северное Причерноморье монгольских орд, регион опять поддался опустошению. Западные границы Золотой Орды пролегли по Дунаю.
В 1340-х годах, в результате борьбы Венгерского королевства и Галицкой Руси против Золотой Орды, к востоку от Карпат образовалось вассальное Молдавское княжество. К 1359 году вассальная зависимость от Венгерского королевства была преодолена, территория княжества включила в себя пустынные земли между Дунаем и Днестром. Регион стал постепенно заселятся и развиваться. Благодаря портовым городам на Дунае в регионе активно шла торговля с соседними государствами. Широко было распространен рыбный промысел, пчеловодство.
К 1390-м годам войска Османской империи вышли к Дунаю и вскоре, форсировав его, вторглись в пределы Валахии. С 1415 года господарь Валахии Мирча I Старый был вынужден признать себя вассалом султана и выплачивать дань. В 1420 году войска Османской империи захватили Килию. К 1426 году город был освобожден, однако это не остановило захватнические устремления империи. Во избежание войны правители Молдавского княжества выплачивали дань Османской империи с 1456 по 1473 год.
В 1475—1486 годах были проведены ряд военных походов армии Османской империи и её союзника Валахии против Молдавского княжества. Османская империя взяла под свой контроль все Причерноморье, заключив договор с Крымским ханством.

### Русско-турецкие войны

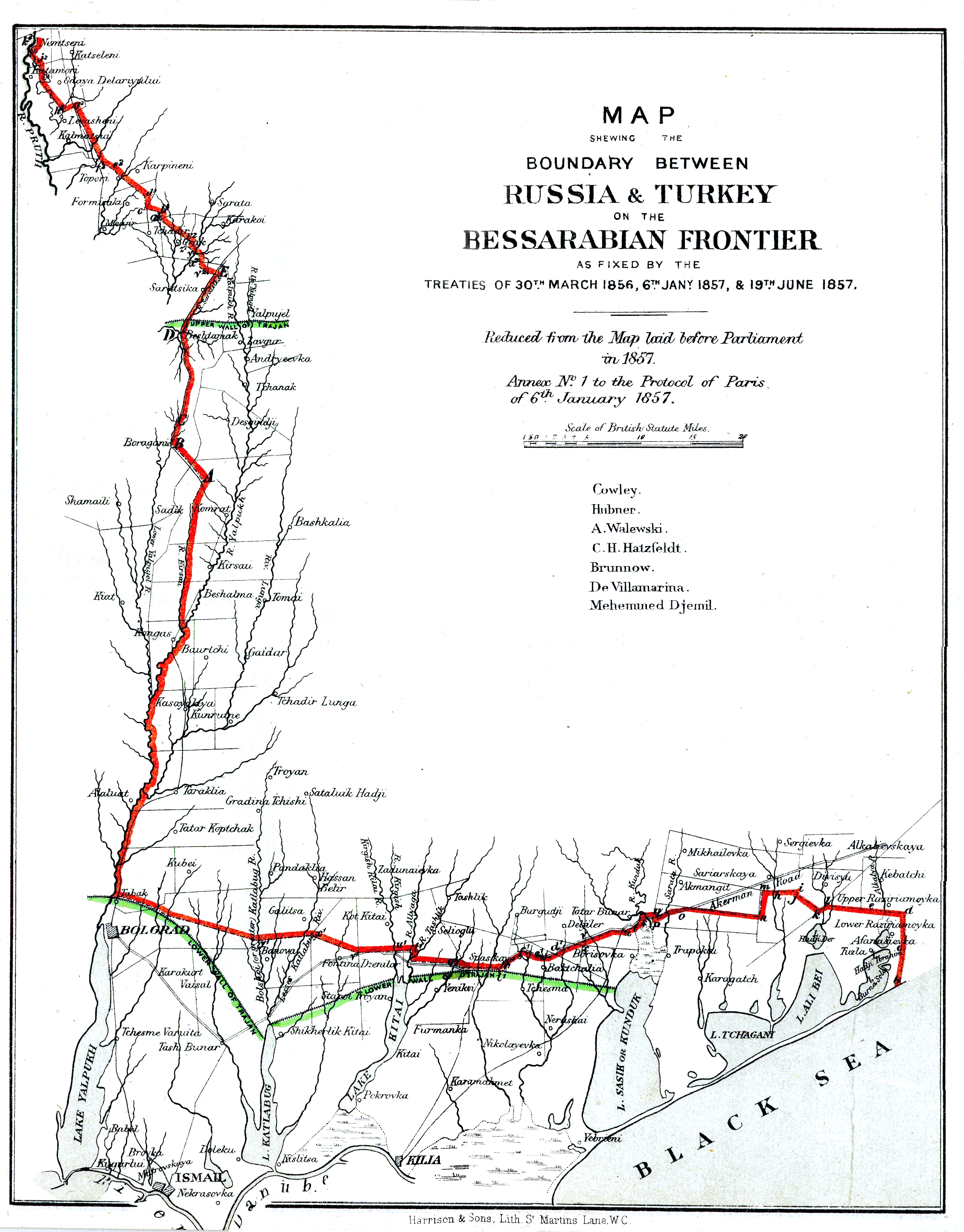
Узкий участок земли у Чёрного моря, принадлежавший Объединённому княжеству Валахии и Молдавии с 1858 по 1878 год

Первая русско-турецкая война 1768—1774 годов завершилась подписанием Кючук-Кайнарджийского мирного договора в 1774 году. Согласно договору за Россией признавалось право защиты и покровительство христиан в Дунайских княжествах. Русско-турецкая война 1787—1791 годов, в которой русскими войсками под предводительством Суворова была взята крепость Измаил, окончилась Ясским мирным договором. Согласно договору земли на правом берегу Днестра оставались под властью Порты Османской, а земли с левого берега переходили в подчинение Российской империи.
Русско-турецкая война 1806—1812 годов окончилась очередной победой российских войск и завершилась подписанием Бухарестским мирным договором в 1812 году. Согласно 4-й статье договора земли между Днестром и Прутом переходили в подчинение России. Автономия Дунайских княжеств также была закреплена Аккерманской конвенцией в 1826 году. С 1819 по 1857 год Измаильский уезд входил в состав Бессарабской губернии Российской империи. Это была наиболее опустошённая часть Молдавского княжества. В составе России в результате прекращения набегов татар и разорительных походов турецких армий началось быстрое развитие края. К 1812 году юг Бессарабии, прежде находившийся под непосредственной властью турецких пашей и татарских ханов, был населён особенно редко. Сюда переселились болгары и гагаузы, бежавшие от турецких расправ, немцы-колонисты, украинцы, русские, а также молдавские переселенцы из-за Прута и из центра Бессарабии.
По присоединении Бессарабии к России правительство озаботилось устройством вновь присоединённой области по образцу внутренних губерний, насколько то позволяли местные условия, и 29 апреля 1818 года был издан Устав образования Бессарабской области, и тогда же учреждены были присутственные места по всем частям управления. Важнейшей особенностью устройства Бессарабской области было учреждение бессарабского Верховного совета, установления высшего сравнительно с обыкновенными губернскими местами и во многих местах заменявшего главное управление. Председателем в этом Совете, носившем характер административно-судебный, был полномочный наместник Бессарабской области, звание которого было затем соединено со званием новороссийского генерал-губернатора, проживавшего в Одессе. Главным лицом губернского управления был гражданский губернатор; часть правительственная и казённая сосредоточивалась в областном правительстве. Устав 1818 года был заменён «Учреждением для управления Бессарабской области» 29 февраля 1828 года, по которому управление области более подходит под общее губернское управление, чем прежнее, главное и губернское начальство подчинены тем же центральным органам, как и во внутренних губерниях, один только областной совет, заменивший прежний Верховный совет, составляет особенность этой области.
В 1828—1829 г.г. проходила очередная Русско-турецкая война. Основные боевые сражения проходили на Балканах и Закавказье. Базисом действий русской армии на Балканах в 1828 году была избрана Бессарабия. Так, в 1828 году Дунайская армия под командованием П. Х. Витгенштейна в присутствии великого князя Николая I провела успешную переправу через Дунай в районе села Сату-Ноу и провела успешные наступательные действия на территории Османской империи. Итогом войны стал Адрианопольский мирный договор (1829), в котором был зафиксировано ряд территориальных уступок Османской империи, в том числе и дельта Дуная с островами. До 1856 года дельта Дуная входила в состав Измаильского уезда Бессарабской губернии.
После поражения в Крымской войне, в соответствии с условиями Парижского мира 1856 года южная часть Бессарабии перешла в состав Молдавского княжества, объединившегося в 1859 году с Валашским княжеством в составе государства Румыния. Румынское правительство, зависимое от Османской империи, не вызывало доверия у русскоязычных жителей края, преобладавших к востоку от реки Кагул. В результате, начался их исход на север и восток, то есть в области, оставшиеся под управлением России. Среди некоторые этнических групп эта эмиграция приняла массовый характер.
В ходе русско-турецкой войны 1877—1878 годов Россия, выступившая в защиту православных жителей Османской империи, одержала ряд побед. Итоги войны позволили Российской империи вернуть утраченные территории Бессарабии.

### 1878—1918

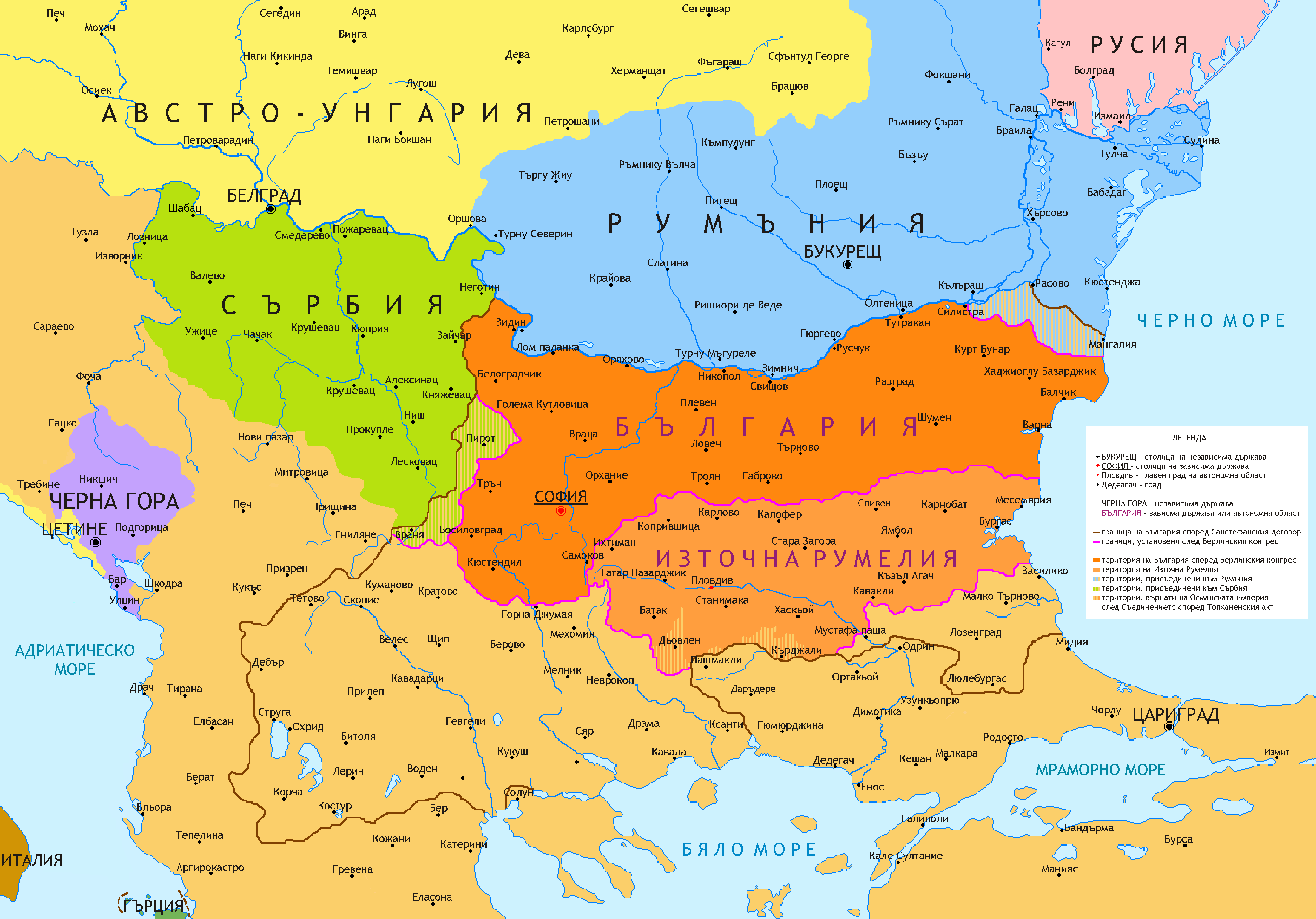
Границы по итогам Берлинского конгресса

С 1878 года, в соответствии с Берлинским трактатом, территория Измаильского уезда опять перешла в состав Российской империи. В 1878 году в состав объединённого Измаильского уезда входила также территория бывшего Кагульского уезда. Административное устройство Измаильского уезда Бессарабской губернии значительно отличалось от всех остальных, например, в нём не было волостей, а существовали отдельные коммуны. Окончательное обустройство Измаильского уезда было завершено лишь в 1904 году, при этом его административные границы претерпели существенные изменения.
По состоянию на 1894 год площадь Измаильского уезда составляла 9250,2 км², с населением более 244 тысяч человек. По результатам переписи населения национальный состав Измаильского уезда включал молдован — 39,1 %, малороссов — 19,6 %, великороссов — 12,4 %, болгар — 12,5 %, гагаузов и турок — 7,3 %, евреев — 4,8 %, немцев — 2 %.
Основные занятия местных жителей составляли земледелие, садоводство, виноградарство, табаководство, рыболовство, пчеловодство и шелководство. Плодовых садов было (в 1861 году): 16 955 десятин (наибольшее количество в губернии). Пчеловодных пасек было 175 с 11 500 ульями, шелководством занималось 52 лица (680 тутовых деревьев).
Кроме того имелись следующие фабрики и заводы: рыбных — 20, кирпичный — 1, красильня — 1, чугунолитейных — 2, маслобойных — 14, кожевенный — 1, шипучих вод — 1, свечных — 14, сыроваренных — 13, салотопенный — 1, суконных — 50, шерстомоен — 1.
В 1883 году в Измаильском уезде было 92 низших училища, из них 5 двуклассных с 357 учащимися и 87 одноклассных с 3075 учащимися обоего пола. Число учащихся в уезде составляло 3,5 % населения. В уезде находилось 4 больницы.
В 1914 году в связи с возросшим производством сельскохозяйственной продукции в регионе было запланировано строительство железнодорожной дороги Арциз-Измаил, которая должна была связать регион с Одессой и Кишинёвом. Однако к 1917 году были только проложены железнодорожные насыпи и начато строительство железнодорожных станций.

### Межвоенный период

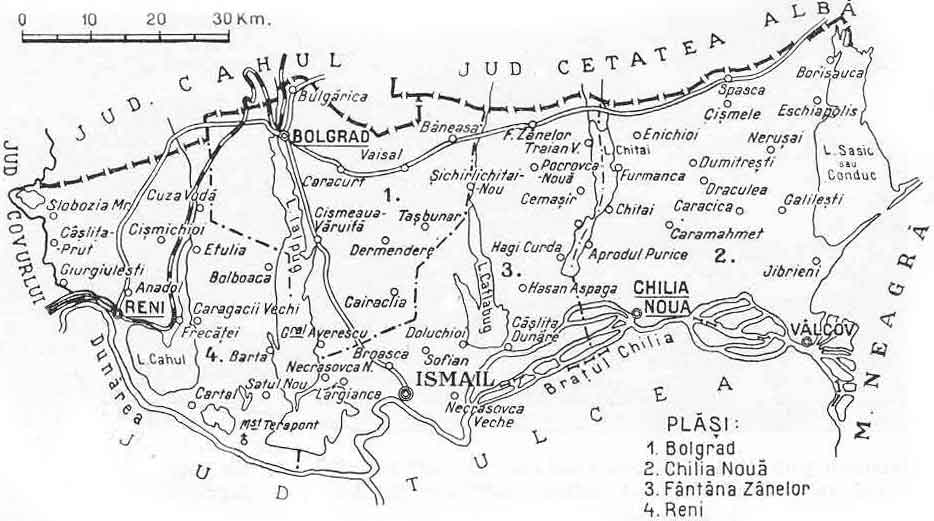
Жудец Измаил в 1925 году

С 1918 по 1940 год регион входил в состав Румынии. В этот период многие жители районе выступали против румынской оккупации, так в селах района действовали подпольные революционные организации. Члены этих организаций участвовали в Татарбунарском восстании, вели агитационную работу среди жителей региона. Сигуранца в межвоенный период отмечала, что жители региона в большинстве своем неблагонадежны. Проводились постоянные обыски и аресты мирного населения. До 1938 года Измаильский жудец был в прямом подчинении королевства Румыния и включал в себя 4 пласы: Измаильский, Болградский, Килийский, Вилковский. В период 1938—1940 годов, в рамках административно-территориальной реформы жудец был расформирован, а его территория вошла в состав цинута Дунэрий. Во главе цинутов стояли королевские резиденты, а жудецы возглавляли префекты. Экономическое положение региона в составе Румынии в целом оказалось довольно сложным. Вклады румынских предпринимателей в развитие Бессарабии были ничтожны, так как те ещё с 1920-х годов предполагали, что Бессарабия рано или поздно вернётся в состав СССР, и поэтому не хотели терять капитал. Госсектор Румынии в свою очередь также не имел достаточных средств для экономического развития Бессарабии, а потому предпочитал заниматься репрессиями нерумын по религиозному или языковому признаку с помощью жандармов.
28 июня 1940 года Бессарабию, включая территорию района, присоединили к СССР. Районный центр с января 1941 года был расположен в Суворово, а район соответственно назывался Суворовским. Областной центр находился в Измаиле, а область называлась Измаильской.

### Современная история
22 июня 1941 года началась Великая Отечественная война. Румынские войска в 4 часа утра начали обстрел пограничной территории, немецкие бомбадировщики начали сбрасывать бомбы на военные объекты находящиеся на территории региона. Достойный ответ агрессии смогли дать летчики 96-й авиаэскадрильи Дунайской флотилии располагавшейся в Измаиле - так только в первый день войны было сбито 5 самолётов противника над территорией района. 287 стрелковый полк 51 Перекопской стрелковой дивизии находившийся в Измаиле решительно пресекал все попытки врага, переправиться через Дунай. На участке границы от Измаила до Рени оборону несла трижды Краснознамённая 25 Чапаевская дивизия. 24 июня 1941 года для возможности эвакуации ценных грузов, более 50-ти судов Дунайского пароходства был высажен десант на румынский берег. Отряд возглавляемый лейтенантом Богатырёвым практически полностью уничтожил вражескую группировку в Пардине, захватив в виде трофеев орудия и пулемёты. Затем был высажен десант из пограничников на полуостров Сату-Ноу - враг понес большие потери, пленных было захвачено 70 человек, а плацдарм расширен до Исакчи. Однако, ухудшение обстановки на Южном фронте в начале июля, привело к оставлению советскими войсками Измаила 22 июля 1941 года.
Освобождение района от немецко-фашистских войск и румынских оккупантов окончилось с освобождением Измаила 26 августа 1944 года войсками 4-го гвардейского механизированного корпуса 3-го Украинского фронта.
Указом Президиума ВС СССР от 15 февраля 1954 года Измаильская область упразднена, а её территория передана в состав Одесской области. 21 января 1959 года указом Президиума ВС СССР районный центр был перенесен из посёлка городского типа Суворово в город Измаил, а Суворовский район переименован в Измаильский. В послевоенный период районные власти работали над восстановлением инфраструктуры коллективных хозяйств, а именно - строительство животноводческих ферм практически во всех селах района, крупных производственных комплексов в селах Каменка, Лощиновка, Броска, Суворово. Также за годы послевоенных пятилеток были построены объекты социального и культурного назначения во всех селах.
Постановлением Верховной Рады от 17 июля 2020 года в результате административно-территориальной реформы район был укрупнён, в его состав вошли территории:
- Измаильского района с городом областного значения Измаил (Измаильская городская, Суворовская поселковая, Сафьянская сельская территориальные общины), кроме села Новоозёрное Озёрненского сельсовета, переданного в Болградский район;
- Килийского района (Килийская и Вилковская городские территориальные общины);
- Ренийского района (Ренийская городская территориальная община).

## Население
Численность населения района в укрупнённых границах — 202,6 тыс. человек на момент расширения, 207 333 человека на 1 января 2021 года.
Численность населения района в границах до 17 июля 2020 года по состоянию на 1 января 2020 года — 50 568 человек, из них городского населения — 4 587 человек, сельского — 45 981 человек.

### Национальный состав населенных пунктов
Этноязычный состав населенных пунктов района приводится согласно переписи 2001 года (родной язык населения)
|                      | украинский | молдавский | болгарский | русский | гагаузский | цыганский |
| -------------------- | ---------- | ---------- | ---------- | ------- | ---------- | --------- |
| Измаильский район    | 26,3       | 26,2       | 24,9       | 21,6    | 0,3        | 0,3       |
| пгт. Суворово        | 7,9        | 3,6        | 71,0       | 15,5    | 0,5        | 1,0       |
| с. Богатое           | 5,0        | 11,0       | 74,9       | 8,3     | 0,3        |           |
| с. Броска            | 76,8       | 2,6        | 2,3        | 17,2    | 0,1        | 0,2       |
| с. Каланчак          | 2,5        | 0,2        | 74,8       | 22,4    |            |           |
| с. Новокаланчак      | 0,4        | 1,1        | 89,1       | 9,4     |            |           |
| с. Каменка           | 7,5        | 2,0        | 75,5       | 13,8    | 0,9        |           |
| с. Новокаменка       | 3,5        | 2,6        | 77,6       | 11,2    | 0,9        |           |
| с. Комишевка         | 1,4        | 94,5       | 0,3        | 3,4     | 0,1        |           |
| с. Кирнички          | 4,3        | 2,2        | 88,5       | 4,5     | 0,4        |           |
| с. Кислица           | 91,6       | 1,5        | 1,3        | 5,2     | 0,3        |           |
| с. Ларжанка          | 44,6       | 4,5        | 0,5        | 49,9    | 0,1        |           |
| с. Лощиновка         | 6,0        | 3,3        | 61,6       | 27,0    | 0,4        | 0,5       |
| с. Матроска          | 83,4       | 2,0        | 1,4        | 12,4    | 0,1        |           |
| с. Муравлевка        | 2,9        | 2,0        | 0,5        | 94,2    | 0,3        | 0,2       |
| с. Новая Некрасовка  | 4,2        | 0,6        | 0,1        | 95,1    |            |           |
| с. Новая Покровка    | 0,2        | 76,6       | 3,4        | 19,0    | 0,2        |           |
| с. Озерное           | 0,8        | 95,5       | 0,5        | 1,3     | 0,2        | 1,3       |
| с. Новоозерное       | 1,6        | 22,3       | 11,2       | 62,2    | 1,1        |           |
| с. Першотравневое    | 90,3       | 2,6        | 2,2        | 3,3     | 0,2        |           |
| с. Сафьяны           | 82,8       | 1,7        | 2,8        | 11,9    | 0,1        | 0,6       |
| с. Старая Некрасовка | 5,2        | 2,0        | 1,4        | 91,1    | 0,1        |           |
| с. Дунайское         | 8,4        | 2,1        | 1,5        | 86,8    | 0,3        | 0,6       |
| с. Утконосовка       | 3,0        | 90,6       | 2,0        | 3,3     | 0,3        | 0,2       |

## Административное устройство
Район в укрупнённых границах с 17 июля 2020 года делится на 6 территориальных общин (громад), в том числе 4 городских, 1 посёлковую и 1 сельскую общину (в скобках — их административные центры):
| Община      | Площадь (км²) | Количество населения | Тип общины | Община     | Площадь (км²) | Количество населения | Тип общины |
| ----------- | ------------- | -------------------- | ---------- | ---------- | ------------- | -------------------- | ---------- |
| Измаильская | 53,5          | 73 500               | городская  | Вилковская | 553,8         | 12 883               | городская  |
| Килийская   | 699,1         | 34 029               | городская  | Ренийская  | 840,1         | 36 117               | городская  |
| Суворовская | 376,1         | 11 994               | поселковая | Сафьянская | 995,1         | 42 588               | сельская   |

Количество местных советов до июля 2020 года:
- посёлковых — 1
- сельских — 18

### Населённые пункты
Количество населённых пунктов в границах до 17 июля 2020 года:
- посёлков городского типа — 1 (Суворово)
- сёл — 22

| Населенный пункт | Площадь (га) | Количество дворов | Количество населения | Населенный пункт  | Площадь (га) | Количество дворов | Количество населения |
| ---------------- | ------------ | ----------------- | -------------------- | ----------------- | ------------ | ----------------- | -------------------- |
| Богатое          | 496,7        | 1351              | 3970                 | Матросская        | 351,7        | 850               | 2236                 |
| Броска           | 333,7        | 1328              | 3727                 | Муравлёвка        | 204,67       | 491               | 1214                 |
| Каланчак         | 305,2        | 544               | 1473                 | Новая Некрасовка  | 225,8        | 916               | 2053                 |
| Новокаланчак     |              | 109               | 265                  | Новая Покровка    | 163,3        | 323               | 879                  |
| Каменка          | 381, 6       | 937               | 3594                 | Озёрное           | 444,9        | 1494              | 5550                 |
| Новокаменка      |              | 38                | 31                   | Новоозёрное       |              | 77                | 188                  |
| Камышовка        | 455,1        | 1200              | 3491                 | Першотравневое    | 300,6        | 867               | 2048                 |
| Кирнички         | 329,2        | 767               | 2252                 | Сафьяны           | 512,2        | 1209              | 2961                 |
| Кислица          | 475,5        | 1230              | 2972                 | Старая Некрасовка | 351,8        | 997               | 2875                 |
| Ларжанка         | 353,0        | 903               | 2386                 | Дунайское         |              | 173               | 575                  |
| Лощиновка        | 230,2        | 452               | 1350                 | Утконосовка       | 466,4        | 1397              | 4315                 |
| Суворово         | 553,0        | 1572              | 4850                 |                   |              |                   |                      |

### Органы власти
Глава Измаильской районной государственной администрации — Абашев Родион Анатольевич.
Первый заместитель главы Измаильской районной государственной администрации — Шарафаненко Михаил Владимирович.
В Измаильском районном совете (по состоянию на 7-й созыв) 34 депутата.
Председатель районного совета — Антонюк Василий Павлович.

## Экономика

### Промышленность и сельское хозяйство
Природно-климатические условия района являются достаточно благоприятными (частично рискованными) для развития сектора производства и переработки продукции сельского хозяйства. Географическое положение района в степной зоне создало его главное природное богатство — значительные агропроизводственные ресурсы, которые представлены преимущественно чернозёмными почвами с высоким естественным плодородием.
В структуре земельного фонда сельскохозяйственные земли составляют 91 989 га, земли водного фонда — 18 193,4 га.
В состав сельхозугодий входят 79 200 га пашни, 3300 га многолетних насаждений, 4900 га пастбищ, что позволяет развивать различные отрасли сельскохозяйственного производства. Основными направлениями производственной сельскохозяйственной специализации области является растениеводство (выращивание зерновых и технических культур, овощей, винограда) и животноводство (разведение крупного рогатого скота, свиней, овец, птицы, производство мяса, молока, яиц, шерсти). В районе действует 128 сельхозпредприятий и фермерских хозяйств. Большинство из них занимается выращиванием зерновых и масленичных культур. Крупнейшее промышленное предприятие — ПАО «Измаильский винзавод» (пгт. Суворово).

### Транспорт
Строительство железной дороги, связавшей Измаил с Одессой, планировали ещё в начале XX века. К 1915 году была построена железная дорога, связавшая станции Бессарабская и Арциз. К 1917 году было запланировано соединить Арциз и Измаил, однако в связи с революцией и последовавшей оккупацией рымынскими войсками прокладка полотна дороги произошла только в 1940—1941 годах. В начале 2020 года в Киев ежедневно курсирует поезд № 146 «Дунай». Поезд делает остановки на станциях, расположенных возле сёл: станция Ташбунар (села Утконосовка, Каменка), станция Котлабух (посёлок городского типа Суворово).
Международная автотрасса E 87, соединяющая Украину, Молдавию, Румынию, Болгарию и Турцию, проходит по территории района. Общая длина автомобильных дорог — 768,2 км. Из них асфальтировано — 570,4 км.

## Социально-культурная характеристика

### Здравоохранение
С 1977 по июль 2003 года сельское население района обслуживалось лечебно-профилактическими учреждениями города Измаил. В середине 2003 года решением Измаильского районного совета от 19.06.2003 г. № 89-XXIV и соответствующим решением исполнительного комитета Измаила была ликвидирована Центральная районная больница города Измаил и Измаильского района, тем самым образована городская многопрофильная больница № 1 и Центральная районная больница Измаильского района, которая несёт на себе функции районного отдела здравоохранения.
В состав Центральной районной больницы Измаильского района вошли дерматовенерологическая и инфекционная больницы, кардиологическое, терапевтическое, офтальмологическое и отоларингологическое отделения, а также все сельские учреждения здравоохранения, насчитывающие на тот момент 1 номерную районную (с. Каменка), 1 посёлковую (пгт. Суворово), 1 участковую больницу (с. Кислицы), 7 сельских врачебных амбулаторий (Богатое, Озерное, Новая Некрасовка, Кирнички, Камышовка, Броска, Утконосовка), 9 фельдшерско-акушерских (Першотравневое, Сафьяны, Ларжанка, Матроска, Муравлевка, Лощиновка, Каланчак, Старая Некрасовка, Новая Покровка) и 4 фельдшерских пункта (Новое Озерное, Новый Каланчак, Новая Каменка, Дунайское).
Районная сеть здравоохранения обслуживает население в 52 209 человек (по данным Одесского областного центра медицинской статистики состоянием на 1 января 2013 года). Она включает 23 лечебно-профилактических учреждения.
Кроме того, медицинская помощь предоставляется также Центральной районной больницей Измаильского района, рассчитанной на 220 стационарных коек, дерматовенерологической больницей с 35 стационарными койками и поликлиническим отделением, инфекционной больницей на 70 коек, а также тремя отделениями скорой помощи в сёлах Каменка, Суворово и Озёрное. На территории района функционирует второй в Одесской области районный центр первичной медико-санитарной помощи.
Все больницы являются коммунальными учреждениями и находятся в собственности Измаильского районного совета.
Руководство Центральной районной больницей Измаильского района осуществляется главным врачом, который избирается на сессии районного совета и трудоустраивается на контрактной основе. В его ведомство входит организационно-методическое, операционное руководство и контроль за медицинской деятельностью учреждений здравоохранения.
Одной из особенностей деятельности Центральной районной больницы является то, что при разделении медицинского пространства сохранен механизм взаимодействия с ЛПУ города. Так, из-за отсутствия в районе собственной поликлиники консультативная помощь на местах оказывается врачами-специалистами городского здравоохранения, а профильная медицинская помощь в стационарах городским жителям осуществляется на базе отделений Центральной районной больницы. Данная процедура регулируется трехсторонним Договором взаимодействия медицинских служб, подписанным Измаильским районным советом, Измаильской районной государственной администрацией и Измаильским исполнительным комитетом в 2008 году.

### Образование
Образовательные учреждения находятся в большинстве сёл района. Так в районе действуют 17 общеобразовательных школ 1-3 ступени, 1 учебно-воспитательный комплекс в селе Каменка, 1 общеобразовательная школа 1-2 ступени в селе Новопокровка. В селе Утконосовка, за счёт областного бюджета, действует специализированная общеобразовательная школа-интернат для детей с нарушениями умственного развития. В селе Броска, благотворительным фондом "Бессарабия" финансируется детский дом для детей из неблагополучных и многодетных семей региона.

### Культура
Измаильщина — чрезвычайно богатый в этнографическом отношении регион. Наличие сел различной национальной принадлежности, даёт представление о культуре большинства народов Придунавья. В регионе, для сохранения и развития культурных традиций народов регулярно проводятся фестивали и творческие мероприятия. В районе действуют 14 домов культуры и 7 сельских клубов. Книжный фонд 25 сельских библиотек насчитывает более 423 тыс. книг. В селе Каменка действует школа эстетического воспитания, имеющая филиалы в 6 сёлах района. Десятки высококвалифицированных специалистов культурно-просветительской работы организовывают деятельность творческих самодеятельных коллективов, исполнительское мастерство которых широко известно не только на Украине, но и за её пределами. Творческие коллективы района стали участниками и победителями областных, всеукраинских и международных фестивалей: 17-летия независимости Украины, «Днестровская волна», «Бессарабская ярмарка», «Золотая рыбка», «Текето», «Казашко», «Казацкая ярмарка». 34 коллективов носят почётное звание «Народный».

### Физкультура и спорт
Спортивные коллективы района регулярно занимают призовые места в областных сельских спортивных играх. Так, в 2015 году районная команда по армспорту заняла 1-е место, районная команда по волейболу заняла 2-е место, районная сборная по шашкам — 3-е место.
Команды сел Измаильского района принимают участие в Чемпионате Одесской области по футболу.
Ежегодно в Измаильском районе проводится чемпионат района по футболу. Футбольные команды сёл Измаильского района:
1. «Ташбунар» — с. Каменка
2. «Дунай» — с. Богатое
3. «Хайдук» — с. Озерное
4. «Атлетик» — с. Утконосовка
5. «Суворовец» — пгт. Суворово
6. «Авангард» — с. Броска
7. «Олимп» — с. Кирнички
8. «Спартак» — с. Матроска
9. «Нива» — с. Сафьяны
10. «Дружба» — c. Каланчак
11. «Кугурлуй» — с. Новая Некрасовка
12. «Некрасовец» — с. Старая Некрасовка
13. «Спарта» — с. Лощиновка
14. «Репида» — с. Ларжанка
15. «Феникс» — с. Першотравневое
16. «Камышовка» — с. Камышовка
17. «Патриот» — с. Кислицы
18. «Легион» — с. Муравлевка

### Достопримечательности

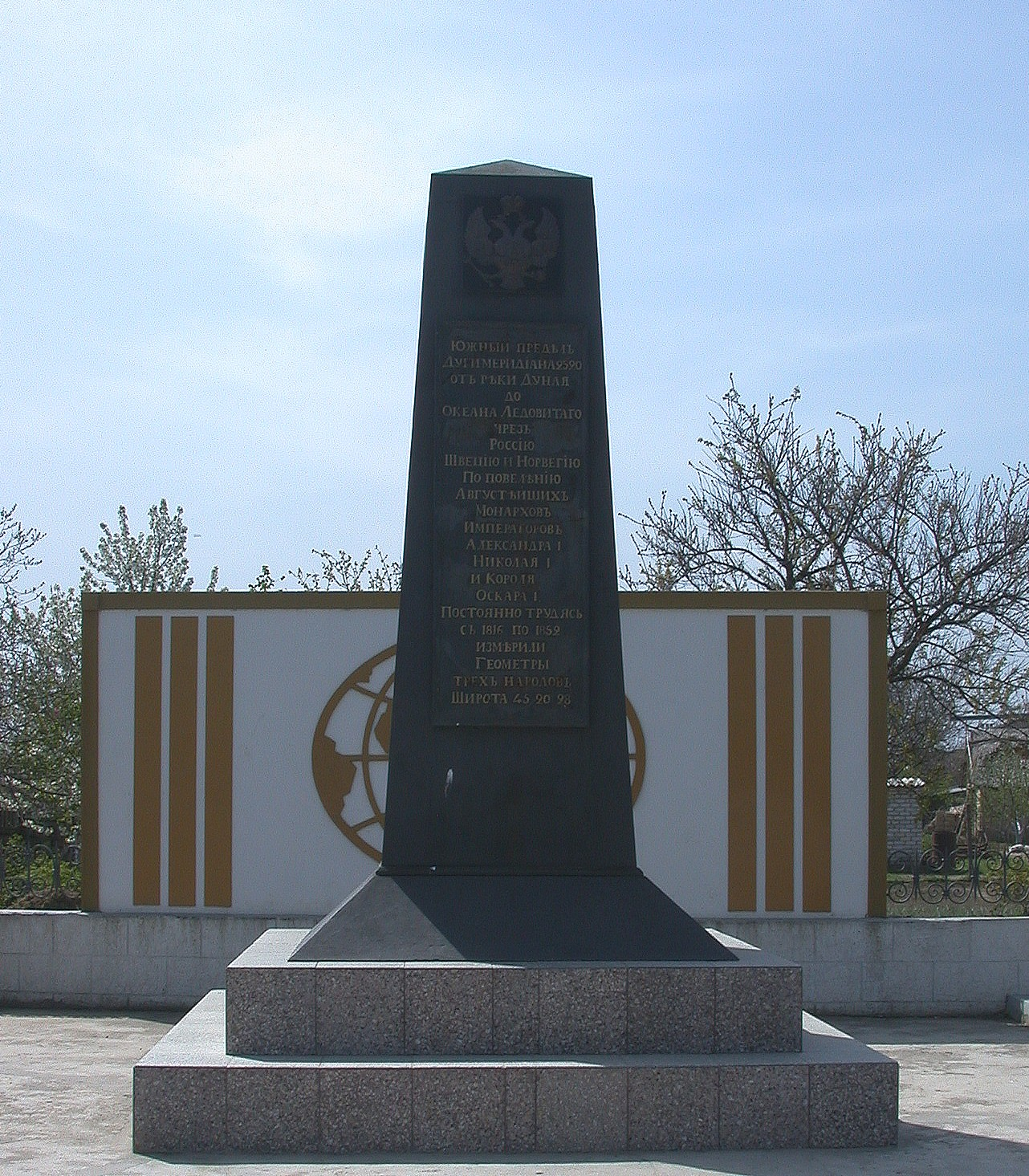
Самый южный пункт дуги Струве в селе Старая Некрасовка

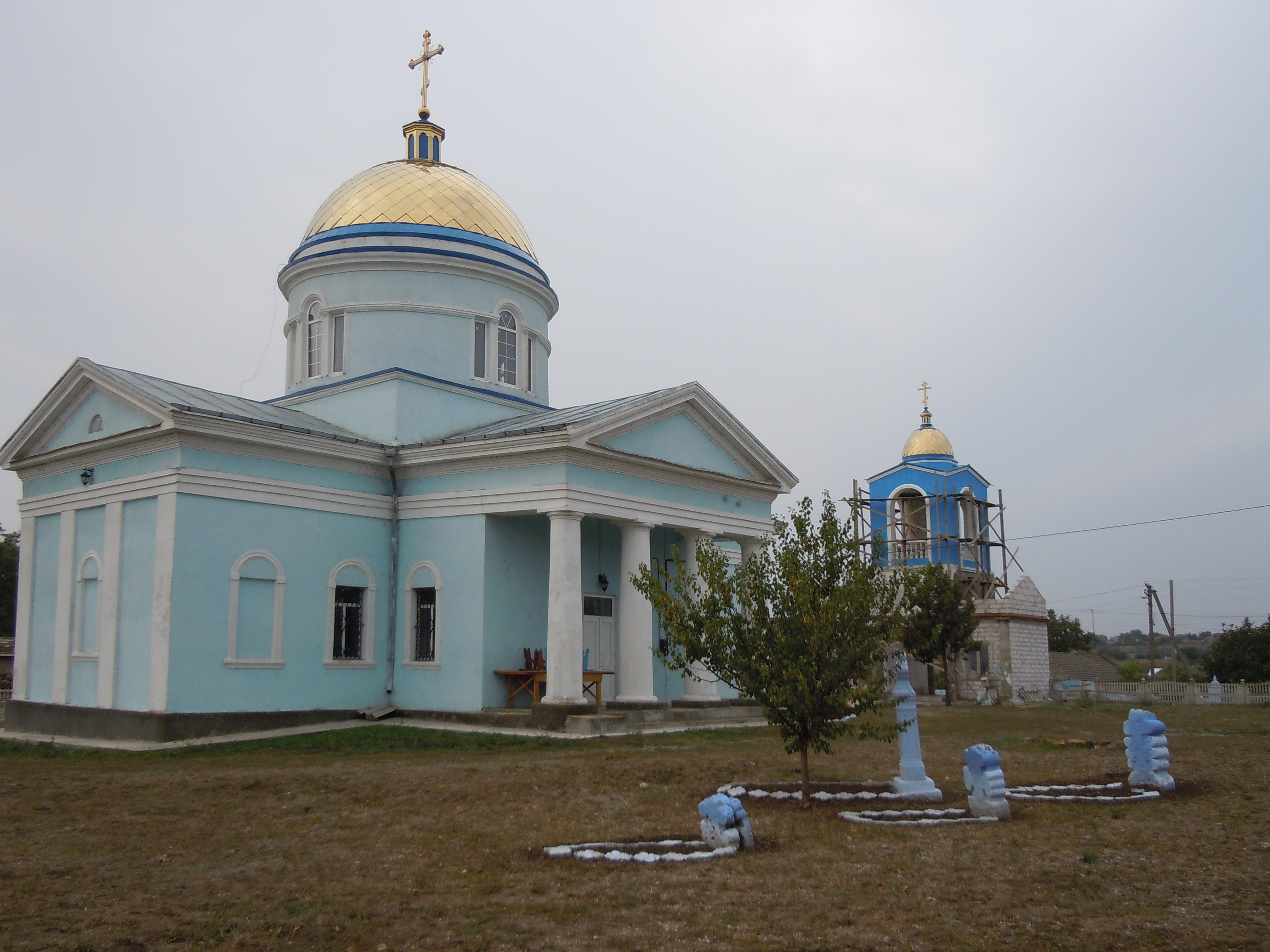
Успенская церковь в селе Кирнички

В Измаильском районе сохранилось ряд памятников архитектуры, исторически ценных артефактов. Одним из наиболее известных памятников является самый южный сохранившийся пункт геодезической дуги Струве — «Старо-Некрасовка». В 2005 году ЮНЕСКО внесло этот объект в список памятников Всемирного наследия. В 2009 году кабинет министров Украины внес в реестр недвижимых памятников: науки и техники — южный пункт геодезической дуги Струве в селе Старая Некрасовка, памятники археологии — поселение в селе Сафьяны, «Траянов вал», проходящий по территории Болградского, Измаильского, Килийского и Татарбунарского районов.
В 1950 году в память о взятии Измаила суворовскими войсками в декабре 1790 года установлен памятный знак на Турбаевском кургане, вблизи Сафьян. В поселке Суворово, в 1960 году установлен памятник великому русскому полководцу А. В. Суворову.
В Озерном, Лощиновке, Першотравневом сохранились памятники павшим в годы Первой мировой войны. В Озерном установлена мемориальная доска в память об Александру Авереску — участнике русско-турецкой войны 1877—78 годов и Первой мировой войны.

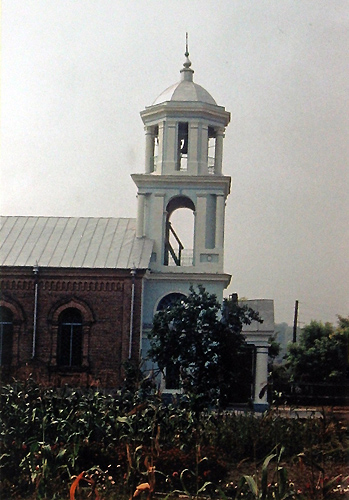
Колокольня церкви Иоанна Богослова в селе Старая Некрасовка

Во многих сёлах возведены памятники воинам-односельчанам, погибшим в борьбе с фашизмом в годы Великой Отечественной войны.

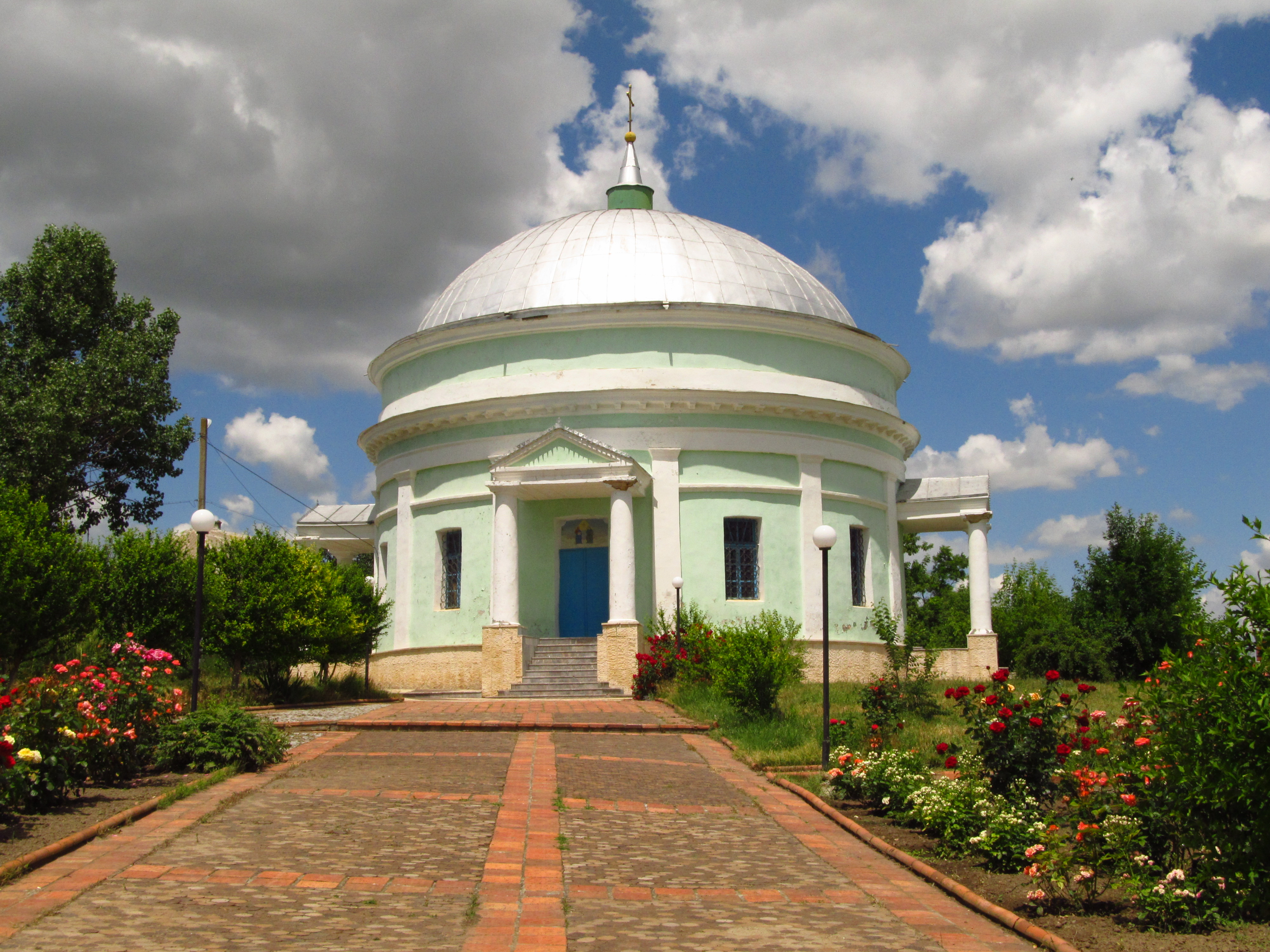
Троицкая церковь в селе Лощиновка

Установлены памятники Василию Чапаеву (село Сафьяны), Сергею Кирову (село Кислица). В селе Каменка установлен бюст Героя Социалистического Труда Николая Мындру, председателя колхоза «Прогресс».
Общины сёл сохранили памятники первому космонавту Юрию Гагарину (село Богатое) и Ульяне Громовой (село Першотравневое). Есть памятные доски — воинам-интернационалистам в сёлах Озерное, Матросская, Богатое, Камышовка.
В Измаильском районе сохранились церкви, построенные в XIX веке. Так в селе Старая Некрасовка действует старообрядческая церковь Иоанна Богослова. Колокольня церкви была возведена в 1823 году. Четырёхъярусное здание построено в стиле классицизма из камня-ракушечника. Нижние два яруса прямоугольные в плане, с четырёхколонным портиком, со стороны входа — с высоким треугольным фронтоном. Третий ярус с большими арочными проемами, в нижней и верхней частях квадратный, в средней — восьмигранный, украшен по углам колоннами на пьедесталах. Верхний ярус — восьмерик с двумя парами пилонов и колонн ионического ордера. В нижних ярусах колонны тосканского ордера.
В селе Лощиновка находится Свято-Троицкий храм, построенный болгарскими переселенцами в 1841 году и восстановленный в 1997 году. В селе Кирнички действует Успенская церковь, построенная также в 1841 году. Здание возведено в стиле классицизма из известняка, планировка крестовокупольная, в плане крестовая. На западном, северном и южном фасадах — четырёхколонные портики тосканского ордера, увенчанные треугольными фронтонами. Перекрыта полуциркульными сводами, средняя часть — полусферическим куполом на высоком круглом барабане, который поддерживается парусами, лежащими на арках. В создании церкви участвовали народные мастера, поэтому здание отличается архаичностью, диспропорцией между приземистыми стенами и высоким восьмериком с главой. Памятник уникален по своему архитектурному решению.

## Герои, жившие в Измаильском районе
В селе Старая Некрасовка жил и работал Герой Украины — Видобора, Владимир Деонисович.
В селе Старая Некрасовка жила и работала Герой Социалистического Труда — Селезнёва, Федосия Емельяновна.
В селе Старая Некрасовка жил и работал Герой Социалистического Труда — Залож, Филипп Константинович.
В селе Каменка родился, жил и работал Герой Социалистического Труда — Мындру, Николай Георгиевич.
В селе Першотравневое родилась, жила и работала Герой Социалистического Труда — Черниченко, Евдокия Онуфриевна.

## Уроженцы района
В селе Озерное в 1859 году родился будущий маршал Румынии, трижды премьер-министр страны — Авереску, Александру.
В селе Сафьяны в 1936 году родился отец 5-го президента Украины Петра Алексеевича Порошенко, герой Украины — Порошенко, Алексей Иванович.
В селе Матроска в 1937 году родилась мать 5-го президента Украины Петра Алексеевича Порошенко — Порошенко Евгения Сергеевна (урождённая Григорчук).
В селе Матроска в 1950 году родился будущий директор Института украинского языка НАН Украины, доктор филологических наук — Гриценко, Павел Ефимович.
В селе Кислица в 1954 году родился будущий режиссёр-постановщик Национального академического драматического театра им. Ивана Франко, заслуженный деятель искусств Украины — Ильченко, Пётр Иванович.